# Westbound Limited
Pour le film de 1923, voir The West~Bound Limited.

West Bound Limited (Westbound Limited) est un film américain réalisé par Ford Beebe et sorti en 1937.

## Synopsis
Dave Tolliver travaille de nuit pour une compagnie ferroviaire. Il est reconnu coupable de négligence pour ne pas avoir modifié la voie ferrée d'un train de voyageurs. Après avoir tenté d'arrêter un voleur masqué, il s'échappe de prison et couvre un répartiteur tombé malade, puis il découvre que le voleur qu'il pourchasse travaille dans cette station.

## Fiche technique
- Réalisation : Ford Beebe
- Scénario : Maurice Geraghty
- Producteur : Ben Koenig, Henry MacRae
- Production : Universal Pictures
- Genre : Drame[1], aventure[2]
- Durée : 67 minutes
- Date de sortie :
  - États-Unis : 11 juillet 1937

## Distribution
- Lyle Talbot : Dave Tolliver aka Bob Kirk
- Polly Rowles : Janet Martin
- Frank Reicher : Pop Martin
- Henry Brandon : Joe Forbes
- Henry Hunter : Howard
- William Lundigan : Dispatcher
- Raymond Brown